# 萬福華
萬福華（1865年—1919年10月15日）字绍武，安徽合肥人。中国民主革命家、中华民国官员。

## 生平

### 刺杀王之春
萬福華生于一个贫寒家庭，先人曾参加太平军。10岁丧父，靠母亲赵氏缝纫为生。萬福華自幼在中药店当学徒。后来，萬福華在滦州铁路筹办局任总办10年。
1904年日俄战争爆发后，萬福華辞官，到各地游历。1904年春，万福华在上海任教，经吴旸谷介绍而结识黄兴、刘揆一等人，并加入华兴会。萬福華曾说：“欧美革新，无不自暗杀始，今中国无其人也，有之，请自福华始。”1904年夏，萬福華、吴旸谷等人在南京组织暗杀团，谋刺清廷高官铁良，但未能成功。
同年冬，前广西巡抚王之春来到上海，联络俄国外交官。王之春在1900年至1901年任安徽巡抚期间，将安徽省30多处矿山出售给洋人，受到部分安徽人仇恨。1902年转任广西巡抚后，因为谣传其勾结法国镇压广西会党（实际并无此事），激起中国国内的拒法运动，清廷将其革职。万福华、刘师培、林少泉（即林白水）等革命党人谋刺王之春，模仿王之春的朋友吴保初（淮军将领吴长庆之子）的笔迹写下一封请柬，邀王之春于1904年11月19日晚7时，到上海英租界四马路金谷香菜馆吃饭，准备在金谷香菜馆刺杀王之春。暗杀团拟定的方案是，陈自新携带章士钊新购的手枪，乔装成侍者，在金谷香菜馆楼上动手，万福华等数人埋伏在楼下接应。
1904年11月19日晚7时许，王之春按时赴宴，但上楼后不见吴保初，忽然陈自新近身附耳，以日语要求笔谈。陈自新是想先逼王之春写下证据，再杀王之春。王之春见笔谈内容而起疑，迅速下楼。
楼下的万福华、章士钊看见王之春下楼走向马车，万福华拔出手枪冲到王之春身前，抓住其手臂大声说：“卖国贼，我代表四万万同胞对你执行枪决。”但万福华扣扳机多次，未能发出任何子弹。原来手枪是刘师培自张继处借来，撞针老坏，万福华等人事先未试枪，所以不知用法。（另一种说法是万福华的枪法不好，子弹仅射伤王之春一指，万福华随即被拥上来的王之春仆役擒获。）万福华和王之春纠缠时，围观者如云，巡警随即赶到，将万福华逮捕。章士钊、陈自新等人四散。
翌日，章士钊通过关系到巡捕房探视万福华，巡捕房询问章士钊的住址，章士钊说出在新闸路馀庆里的门牌号，不仅章士钊被捕，还使黄兴、张继、陈天华、郭人漳等20馀人被巡捕房抓获。黄兴为清廷要犯，但当时化名“李寿芝”，真实身份未暴露。郭人漳是原湘军将领，在上海人脉广，不久便找到朋友泰兴县知县龙璋保释，黄兴冒充郭人漳的文案师爷一道出狱。除了万福华被判处有期徒刑10年外，其他人均因为证据不足而获开释。巡捕房还搜得一本革命党人名册，幸而巡捕房有位华人书记同情革命，将该名册谎报为日用账本而丢弃。
这次刺杀产生轰动。蔡元培主编的《警钟日报》发表万福华传。随后，陈去病写出《金谷香》剧本，发表在其主编的戏剧刊物《二十世纪大舞台》。柳亚子等人作诗歌颂万福华。

### 狱中服刑
万福华在租界监狱中服刑，因为有文化，担任抄写员，待遇比其他犯人好。后来他发现同狱的犯人都是中国人，一个洋人也没有，而且犯人的食物腐败、刑役重，瘐死者很多，遂在狱董巡视时提出抗议。狱方因此被激怒，将万福华罚出文案房，和其他犯人同科。但他获得了狱友的尊重，被称为“万先生”。1906年5月4日，狱友张全和为印度巡捕制作皮鞋尺寸不合，被该印度巡捕鞭笞辱骂，激起犯人公愤。该印度巡捕开门逃出，数十名犯人随其出门，当即在院子里遭枪击，当场4人死亡，10余人受伤，万福华手臂中枪，但未伤骨。狱方将万福华当作煽动越狱者，加判10年徒刑，即改为有期徒刑20年。此后他独创正音新字，共有字母51个，通过字母刚切相生而成字，代表汉语里任何一字。
章士钊《书甲辰三暗杀案》记载，“查福华原定刑期十年，中间以阴谋越狱，为捕房追控，刑增以倍，默计悠悠长夜，此生似无了时，不谓辛亥革命骤就，去甲辰无过七年，于是本刑方经历三分之一，而福华巳轩昂出狱。”辛亥革命后，南京临时政府孙文、黄兴、吴稚晖等人多次同英国领事馆交涉释放万福华，但上海英租界当局拒不配合。南北议和后，沪军都督府都督陈其美照会英国领事馆与会审公廨，上海绅商名流及群众2万多人联名请愿，终于使万福华在1912年12月7日获释。出狱当天，“拯华会”在上海豫园听雨楼举行欢迎万福华出狱大会。四天后，上海社会团体各界人士在南市新舞台举行欢庆会，万福华登台发表演说，欢呼民主政制之确立，痛斥洋人在华之特权，并且评论俄国染指外蒙古等时政，收到与会者热烈掌声。万福华又表示中国落后是因经济不振，故须实业救国，自己不愿从事政府工作，愿献身边疆实业发展。

### 发展实业
1913年，大总统袁世凯聘万福华为经济实业顾问，万福华来到北京。又因为在狱中研究过文字学，万福华获各界推为“五族语文共进会”名誉会长。1914年，万福华反对袁世凯称帝，发表《论帝制之害》一文，未被采纳。他遂向袁世凯请命，以“阅边委员”的身份赴绥芬河开办实业。当时，俄国越界将中东铁路周围土地划为己有，征收捐税。万福华到绥芬河后，即依照中东铁路初建时的规划图和《购地合同》，同俄国人谈判三个月，迫使俄国放弃了中东铁路两侧20里外所有土地。在绥芬河，万福华首先成立了阜宁屯垦公司，将公司下辖土地分成东、西两部分，设五个村屯，招募流民，短时间内使绥芬河人口从数千人升至五万人。万福华还引进外国作物和技术，成立军事护垦队。公司成立时，绥芬河城仅是围绕俄国控制的绥芬河火车站的小镇，万福华在1916年春从公司土地中划出1000垧，建成中华商场，并请设计师规划了五条主街道和平面呈棋盘形的36方，奠定了绥芬河的城市规模。万福华任内，绥芬河商铺达270余家，学校达8所，在册学生155名。如今绥芬河仍有许多万福华留下的遗迹，比如棋盘街，以及从寒葱河到太平岭的公路。在绥芬河，他认识了湖南籍青年张西曼，后来成为他的女婿。
1916年袁世凯逝世后，万福华被继任大总统的黎元洪电邀回北京，仍任大总统府顾问。回北京后，万福华曾力陈发展实业的建议。但当时政局不稳，其建议并无回应。1918年徐世昌继任大总统，主张南北和谈，发布停战令。万福华、蔡元培等人发起成立“全国和平联合会”，支持徐世昌的和平主张，万福华本人也奔走于北京、上海之间。因劳累过度，引发旧疾，又耽误了治疗时间。在北京同仁医院医治无效后，转到法国医院接受手术，仍不治。1919年10月15日，万福华病逝，享年56岁。各界凭吊者不绝。蔡元培作挽联：“实行任侠，蒙难不改初衷；渴望和平，临殁犹有余憾。”其中的“余憾”指万福华在弥留之际仍不忘南北和谈进展。
万福华不事私产，死后无钱将其棺椁南送祖茔，只好暂厝在北京朝阳门外东岳庙。1947年，万福华的后人方才在朝阳门外东岳庙找到当年暂厝的棺木，经过周折终于迁至香山万安公墓，至今也未归葬合肥。

## 家庭
万福华入狱时，已经有一子四女，次子尚在妻子赵玉贞腹内，故出生后乳名为“狱生”。万福华入狱期间，赵玉贞为别人缝补浆洗为生。万福华出狱后，又生一女。
- 妻：赵玉贞
- 女兒：万重英
  - 女婿：张西曼